# Миндерикский язык
Миндерикский язык, также известный как пьясану-ду-ниньо (Minderico, Piação do Ninhou) первоначально был социолектом, или тайным языком общения текстильщиков и торговцев во фрегезии Минде муниципалитета Алканена округа Сантарен и в городе Мида-де-Айре муниципалитета Порту-де-Мош округа Лейрия в Португалии.

## История
По имеющимся письменным источникам, миндерико появился в конце XVII века как социолект чесальщиков шерсти, торговцев и изготовителей одеял, которым надо было защищать своё дело на ярмарках от лишнего внимания. Тайный язык был основан на архаичном португальском с очевидными заимствованиями из испанского и мосарабского. Далее словарь языка постепенно и творчески расширялся, а вместе с тем и сферы применения. Он стал применяться в Минде во всех социальных слоях как повседневный язык с характерными морфосинтаксисом и интонацией, не взаимопонятный с португальским. Важным фактором была географическая изоляция Минде, лежащей в закрытой котловине между плато Санту-Антониу и Сану-Мамеде.
Миндерико всегда был языком меньшинства, с порядка 3000 говорящих. Снижению численности носителей способствовал упадок населения Минде (с примерно 7000 в XVIII в. и в 1950—70-х до 3300 к началу 2010-х). На 2011 год оставалось порядка 150 говорящих в возрасте от 40 до 90 лет, из них только 25 говорили бегло, ещё примерно 1000 человек как-то понимали язык. Все носители также говорят по-португальски, миндерико используется только как язык семейного общения, существует разрыв в передаче следующему поколению.
Язык изучала лингвист Вера Феррейра. В 2009 году был получен грант фонда Фольксваген на сохранение языка. Были предприняты меры по созданию книг на языке, кодификации, язык изучается в Минде в младших классах. В 2015 году язык был включён в список наследия ЮНЕСКО.